# Luis Abarca
Luis Abarca (Peñaflor, 28 juni 1965) is een voormalig profvoetballer uit Chili, die speelde als centrale verdediger.

## Clubcarrière
Abarca won vier Chileense landstitels gedurende zijn carrière, tweemaal met Club Deportivo Universidad Católica en tweemaal met Universidad de Chile.

## Interlandcarrière
Abarca speelde drie officiële interlands voor Chili in de periode 1991-1994. Hij maakte zijn debuut in de vriendschappelijke uitwedstrijd tegen Mexico (1-0) op 9 april 1991 in Veracruz, net als José Luis Sierra, Luis Musrri, Marcelo Vega en Patricio Toledo.

## Erelijst
Club Deportivo Universidad Católica
- Primera División de Chile

1984, 1987
- Copa Chile

1984 (Copa República)
 Universidad de Chile
- Primera División de Chile

1994, 1995